# Dulde und liquidiere
Dulde und liquidiere ist ein ursprünglich auf das allgemeine preußische Landrecht bezogener Rechtsgrundsatz, der Handlungsmöglichkeiten des Bürgers gegenüber dem Staat beschreibt. Die Paarformel stammt von dem Rechtsgelehrten Otto Mayer, welcher so die damalige rechtliche Stellung des Bürgers gegenüber dem Obrigkeitsstaat auf den Punkt brachte.

„Da man gegen den Staat selbst nichts ausrichtet und der Fiskus nicht mehr thun kann als zahlen, so läuft alle Garantie der bürgerlichen Freiheit im Polizeistaate auf den Satz hinaus: dulde und liquidiere.“

Als das allgemeine Landrecht für die Preußischen Staaten (PrALR) 1794 erlassen wurde, befand sich die Gesellschaft am Übergang von der Ständeordnung zum Liberalismus.:131 Die in den §§ 74 und 75 PrALR festgelegte Verpflichtung der Obrigkeit, dem Bürger für Sonderopfer eine Entschädigung zu zahlen, stellte zu dieser Zeit eine wesentliche Verbesserung gegenüber den vormaligen landesherrlichen Hoheitsrechten dar.:12
In der Folgezeit wurde diese Praxis zunächst als Gewohnheitsrecht vom Reichsgericht und später vom Bundesgerichtshof übernommen, bis das Bundesverfassungsgericht 1981 im Nassauskiesungsbeschluss den bis heute gültigen Vorrang des Primärrechtsschutzes festlegte. Dieser Grundsatz verpflichtet den Bürger entsprechend dem Subsidiaritätsprinzip, sich gegen staatliche Eingriffe vor Gericht zunächst auf dem verwaltungsgerichtlichen Weg zur Wehr zu setzen, bevor er einen Aufopferungsanspruch geltend machen kann. In der heutigen Zeit wird „dulde und liquidiere“ vermehrt als ein geflügeltes Wort mit abwertender Bedeutung verwendet.